# Кшепчув
Кшепчув (пол. Krzepczów) — село в Польщі, у гміні Ґрабиця Пйотрковського повіту Лодзинського воєводства.
Населення — 286 осіб (2011).
У 1975-1998 роках село належало до Пйотрковського воєводства.

## Демографія
Демографічна структура станом на 31 березня 2011 року:
|          | Загалом | Допрацездатний вік | Працездатний вік | Постпрацездатний вік |
| -------- | ------- | ------------------ | ---------------- | -------------------- |
| Чоловіки | 142     | 31                 | 93               | 18                   |
| Жінки    | 144     | 26                 | 82               | 36                   |
| Разом    | 286     | 57                 | 175              | 54                   |